# Viktor Veselago
Viktor Georgievič Veselago (in russo Ви́ктор Гео́ргиевич Весела́го?; Zaporižžja, 13 giugno 1929 – 15 settembre 2018) è stato un fisico sovietico poi russo.
Nel 1967 fu il primo a pubblicare un'analisi teorica dei materiali con entrambe la permittività elettrica ε e permeabilità magnetica μ negative, in un articolo dal titolo The electrodynamics of substances with simultaneously negative values of ε and μ (L'elettrodinamica delle sostanze con valori simultaneamente negativi di ε e μ) che fu pubblicato per in russo (1967) e successivamente tradotto in inglese (1968). Il suo articolo è stata la chiave per il progresso della ricerca in elettrodinamica e ottica. Nel corso della sua carriera ha ricevuto diversi premi e ha continuato a contribuire all'elettrodinamica.